# Elaphoglossum metallicum
Elaphoglossum metallicum är en träjonväxtart som beskrevs av John T. Mickel. Elaphoglossum metallicum ingår i släktet Elaphoglossum och familjen Dryopteridaceae. Inga underarter finns listade.